# Paul von Eltz-Rübenach

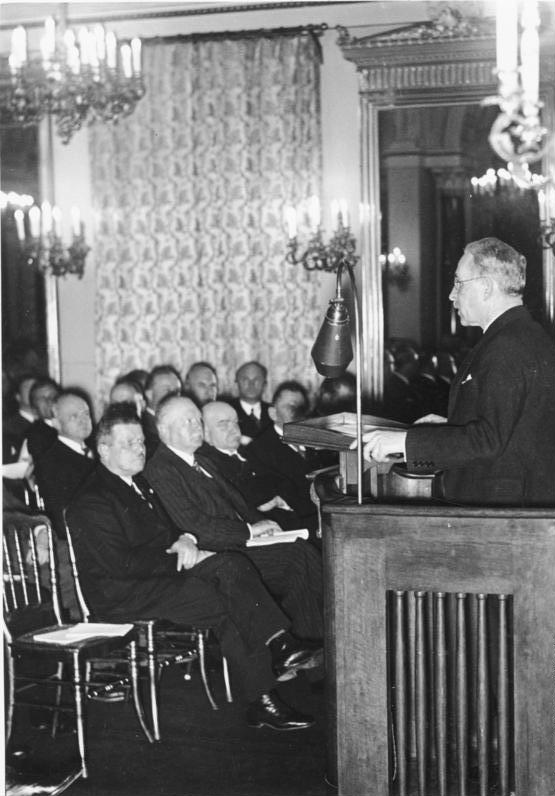
Pressekonferenz von Minister Paul Eltz von Rübenach im Ministerium für Verkehr (ca. 1935/36), Aufnahme aus dem Bundesarchiv

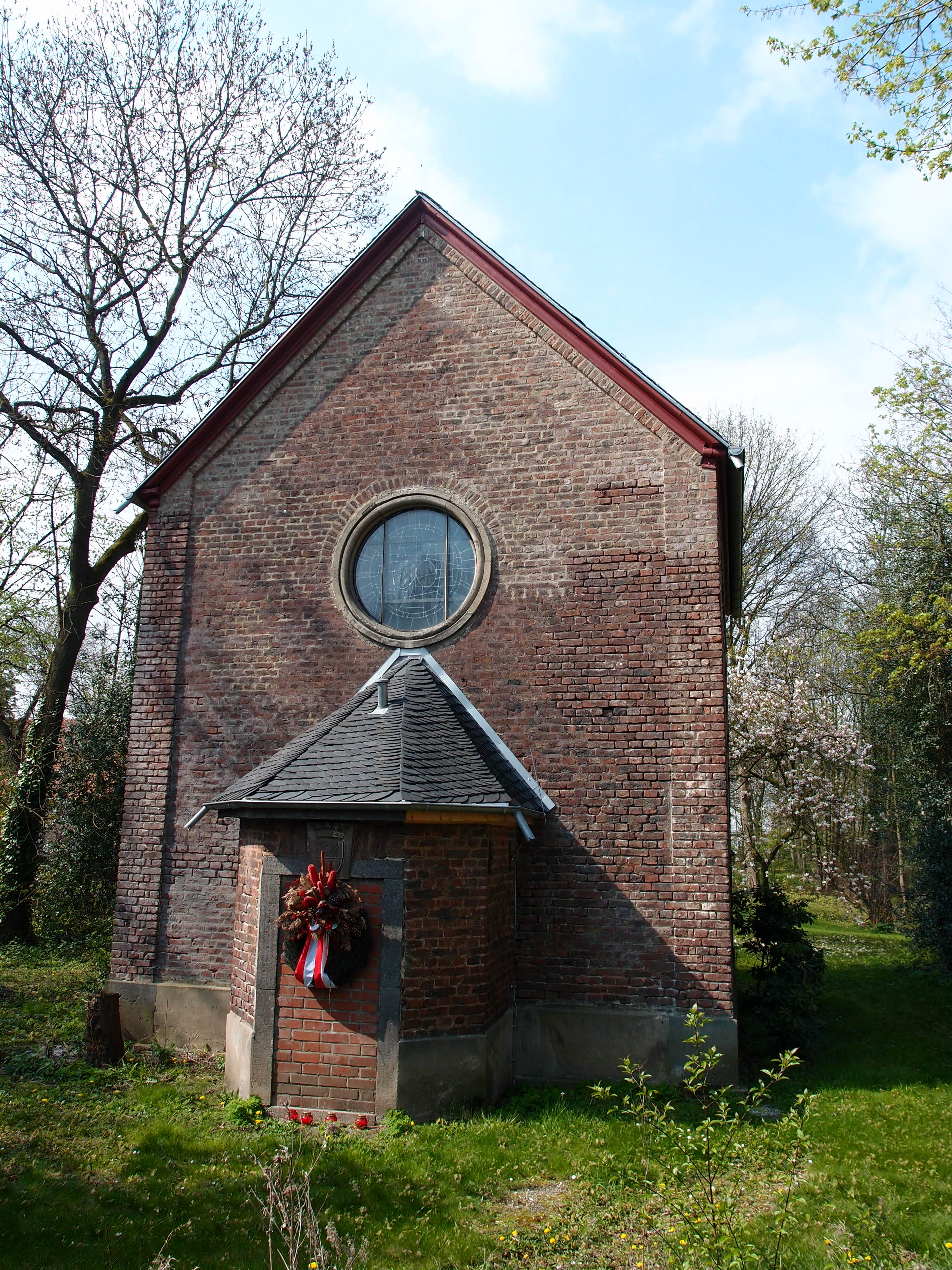
Begräbnisstätte am Schloss Wahn

Peter Paul Raimund Maria Josef Hubert Freiherr und Edler Herr von und zu Eltz-Rübenach (* 9. Februar 1875 in Wahn, Kreis Mülheim am Rhein; † 25. August 1943 in Linz am Rhein) war ein deutscher Eisenbahnfunktionär, parteiloser Politiker und in der Weimarer Republik sowie im nationalsozialistischen Deutschen Reich von Juni 1932 bis Februar 1937 Reichsverkehrs‑ und Reichspostminister.

## Leben
Geboren als Sohn des Fideikommissbesitzers und Rittmeisters a. D. Kuno Freiherr von Eltz-Rübenach und seiner Frau Hugoline, geb. Gräfin von Eltz, besuchte Paul Freiherr von Eltz-Rübenach das Humanistische Gymnasium in Siegburg, wo er 1894 sein Abitur ablegte, und studierte Maschinenbau an den Technischen Hochschulen in Aachen und Berlin-Charlottenburg. Nach einem einjährigen technischen Praktikum in den Eisenbahnwerkstätten des Eisenbahndirektionsbezirks Köln wurde er ab 1903 bei der Eisenbahndirektion Münster als Regierungsbauführer ausgebildet. Ab 1909 war er im Eisenbahnzentralamt Berlin beschäftigt. Von 1911 bis 1914 war er technischer Sachverständiger am deutschen Generalkonsulat in New York.
Im Ersten Weltkrieg diente Eltz-Rübenach bei den Eisenbahntruppen. 1916/17 hielt er sich zur Reorganisation der bulgarischen Eisenbahnen auf dem Balkan auf. Ab 1917 war er im Stab des Chefs des Feldeisenbahnwesens tätig.
Nach dem Krieg an der Abwicklung im Eisenbahn- und Transportwesen beteiligt, wurde er im Juli 1924 zum Präsidenten der Reichsbahndirektion Karlsruhe ernannt. Am 1. Juni 1932 ernannte ihn Franz von Papen zum Verkehrs- und Postminister (siehe Kabinett Papen). Er behielt diese Position auch im nachfolgenden Kabinett Schleicher und nach der Machtübernahme der Nationalsozialisten im Kabinett Hitler.
Aufgrund seiner katholischen Prägung wahrte er innere Distanz zur NSDAP und ihren Exponenten. Trotzdem beteiligte er sich an antisemitischen Maßnahmen der NS-Regierung. Er versuchte im Mai 1933 im Verein mit der nationalsozialistischen Politik der Verdrängung von Juden aus einflussreichen Positionen in der Wirtschaft, Georg Solmssen und den jüdischen Bankier Max Warburg aus dem Aufsichtsrat der  Deutsch-Atlantischen Telegraphengesellschaft zu entfernen. Dies gelang ihm nicht, weil die Reichsbank dagegen opponierte, die sich um den internationalen Ruf Deutschlands sorgte.
In der Kabinettssitzung vom 30. Januar 1937 kündigte Hitler die Unterstellung der Reichsbahn unter die Hoheit des Reiches an. In derselben Sitzung wollte er anlässlich des 4. Jahrestages der Machtergreifung allen bis dahin parteilosen Kabinettsmitgliedern das Goldene Parteiabzeichen der NSDAP verleihen. Dabei kam es zu einem Eklat, als Eltz-Rübenach als Einziger der von Hitler Geehrten die Verleihung nicht widerspruchslos akzeptierte, sondern Übergriffe der Nationalsozialisten auf die katholische Kirche erwähnte und für die Annahme des Abzeichens und der damit verbundenen Parteimitgliedschaft die Bedingung stellte, die Parteilinie gegenüber der Kirche nicht mittragen zu müssen. Hitler wertete das als Affront und verließ den Raum. Eltz-Rübenach musste daraufhin umgehend seinen Rücktritt einreichen und wurde am 2. Februar von Julius Dorpmüller als Reichsverkehrs- und Wilhelm Ohnesorge als Reichspostminister abgelöst, was nach Angaben einiger Beteiligter ohnehin geplant war. Später wurde er rigoros von der Gestapo überwacht. Für kurze Zeit wurde ihm auch die Pension gestrichen, nachdem seine Frau das Mutterkreuz abgelehnt hatte.
Paul von Eltz-Rübenach wurde in der Familiengruft der Grabkapelle zu Schloss Wahn beigesetzt.

## Familie
Paul von Eltz-Rübenach war ab dem 20. Oktober 1921 mit Marion Franziska Augusta von Hutier (1893–1980) verheiratet, der Tochter des preußischen Generals Oskar von Hutier; aus der Ehe gingen ein Sohn (Kuno) und fünf Töchter (Marion, Ludwine, Stephanie, Marie Antoinette und Hugoline) hervor. Der einzige Sohn Kuno Oskar Maximilian Maria Joseph Hubert fiel am 6. Mai 1942 an der Ostfront.